# Rivulus cryptocallus
Rivulus cryptocallus és un peix de la família dels rivúlids i de l'ordre dels ciprinodontiformes.

## Morfologia
Els mascles poden arribar als 8,5 cm de longitud total.

## Distribució geogràfica
Es troba a Martinica i a Saint Lucia.